# Ocotea hirtistyla
Ocotea hirtistyla är en lagerväxtart som beskrevs av Van der Werff. Ocotea hirtistyla ingår i släktet Ocotea och familjen lagerväxter. Inga underarter finns listade i Catalogue of Life.